# Коронація Єлизавети II
Коронація Єлизавети II як королеви Британської монархії та інших королівств Співдружності відбулася 2 червня 1953 року у Вестмінстерському абатстві в Лондоні. Зійшла на престол у 25-річному віці після смерті свого батька, короля Георга VI, 6 лютого 1952 року, і невдовзі після цього її таємна та виконавча ради проголосили королевою. Коронація відбулася більш ніж через рік через традицію, згідно з якою після смерті монарха минув відповідний проміжок часу. Це також дало комітетам з планування достатньо часу для підготовки до церемонії. Під час богослужіння Єлизавета склала присягу, пройшла ритуал помазання миро, одягнена в мантії й коронні коштовності та була проголошена королевою Великої Британії, Канади, Австралії, Нової Зеландії, Південно-Африканського Союзу, Домініонів Пакистану та Цейлону (нині Шрі-Ланка).
Урочистості відбулися по всьому Королівству Співдружності та була видана пам'ятна коронаційна медаль. Це була перша британська коронація, яку повністю транслювали по телебаченню. Телевізійні камери ще не допускалися до абатства під час коронації її батьків у 1937 році. Коронація Єлизавети була четвертою і останньою британською коронацією XX століття. За оцінками вона обійшлася казні в 1,57 мільйона фунтів стерлінгів (близько 43 427 400 фунтів стерлінгів у цінах 2019 року).

## Церемонія
Одноденна церемонія готувалася 14 місяців: перше засідання Коронаційної комісії відбулося в квітні 1952 року під головуванням чоловіка королеви Філіпа, герцога Единбурзького. Також були сформовані інші комітети, такі як Коронаційний об'єднаний комітет та Коронаційний виконавчий комітет обидва під головуванням герцога Норфолкського, який, згідно з угодою, як граф-маршал, ніс загальну відповідальність за подію. За більшість процесій та оформлення декорацій уздовж маршруту відповідав Девід Еклз, міністр робіт. Екклз описав свою роль і роль Графа Маршала: «Граф Маршал є продюсером, а я режисером...»

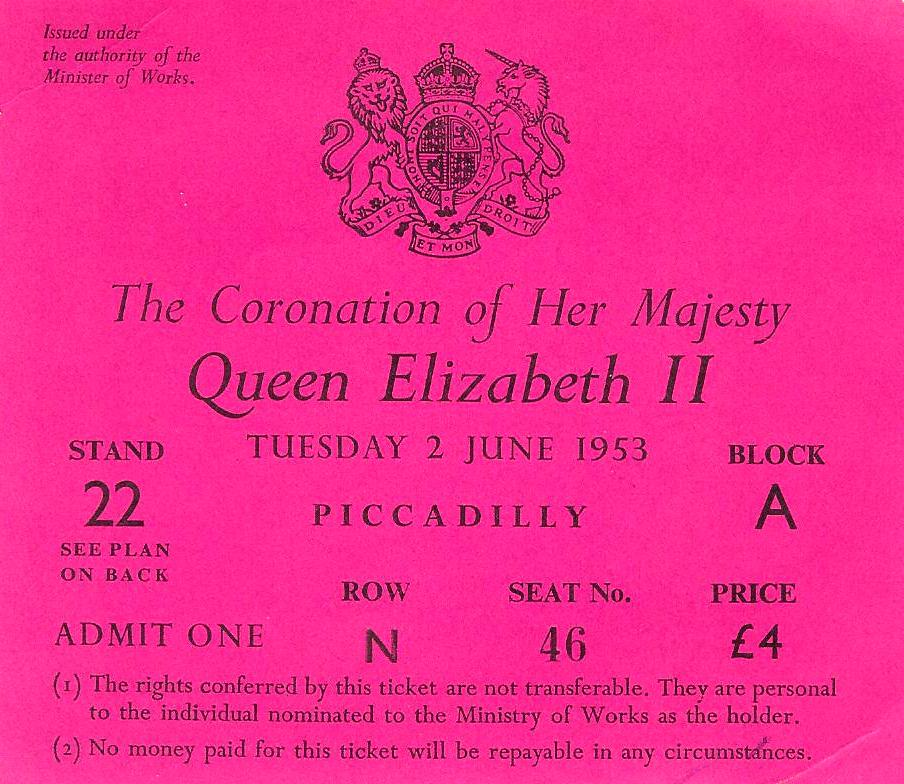
Квиток на трибуни, встановлені вздовж маршруту процесії до абатства через площу Пікаділлі

Комітети залучали верховних комісарів з інших держав Співдружності, що відображало міжнародний характер коронації; однак офіційні особи з інших держав Співдружності відхилили запрошення взяти участь у заході, оскільки уряди цих країн вважали церемонію релігійним обрядом, притаманним лише Великій Британії. Як сказав тоді прем'єр-міністр Канади Луї Сен-Лоран: «На мій погляд, коронація — це офіційна інтронізація Суверена як Суверена Великої Британії. Ми раді бути присутніми та бути свідками коронації суверенної Великої Британії, але ми не є безпосередніми учасниками цієї функції». У червні 1952 року Коронаційна комісія оголосила, що коронація відбудеться 2 червня 1953 року.

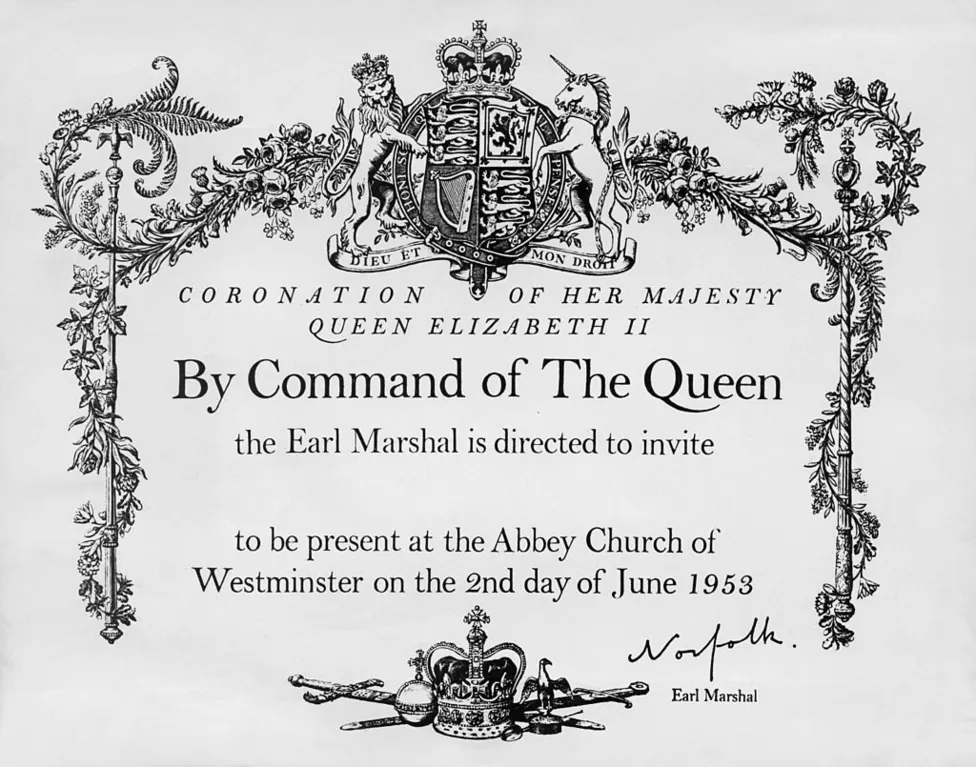
Запрошення на коронацію, розроблене Джоан Хассалл

Запрошення на коронацію розробила ілюстраторка Джоан Гассалл; Їй довелося використати скребкову дошку (скретчборд) для створення остаточного дизайну, оскільки не вистачило часу, щоб створити гравюру на дереві для такого великого та складного дизайну. Вона також розробила персональне запрошення, яке принц Чарльз отримав на коронацію.
Королева доручила Норману Гартнеллу розробити вбрання для всіх членів королівської родини, включно з коронаційною сукнею Єлизавети. Дизайн цієї сукні було розроблено на основі дев'яти пропозицій, а остаточний варіант став результатом його власних досліджень і численних зустрічей з королевою: біла шовкова сукня, вишита квітковими емблемами країн Співдружності націй того часу: троянда Тюдорів Англії, шотландська розторопша, валлійська цибуля-порей, Північнірландський трилисник, австралійська акація, кленовий лист Канади, срібляста папороть Нової Зеландії, протея Південної Африки, дві квітки лотоса для Індії та Цейлону, а також пакистанська пшениця, бавовна та джут. Для цієї нагоди Роджер Вів'є створив пару золотих туфлів. Вони були інкрустовані дорогоцінними каменями на підборах та містили декоративний мотив зверху, як нагадування «візерунків квіткових лілій на Короні Святого Едуарда та корони Британської імперії». На таку важливу подію Елізабет вирішила одягнути намисто Коронації. Виріб було створено ще на замовлення королеви Вікторії, і його носили королева Олександра, королева Марія та королева Єлизавета на своїх коронаціях. Вона поєднала його з сережками Coronation.
Елізабет репетирувала цю подію зі своїми фрейлінами. Замість оксамитового шлейфу було використано простирадло, а карету замінили крісла. Вона також носила корону Imperial State Crown, коли займалася своїми повсякденними справами — за робочим столом, під час чаю та читаючи газету — щоб вона могла звикнути до її відчуття та ваги. Єлизавета взяла участь у двох повних репетиціях у Вестмінстерському абатстві, 22 та 29 травня 1953 року хоча деякі джерела стверджують, що вона була на одній або «кількох» репетиціях. Герцогиня Норфолк зазвичай підміняла королеву на репетиціях.
Бабуся Єлизавети, королева Марія, померла 24 березня 1953 року, зазначивши у заповіті, що її смерть не повинна вплинути на проведення коронації, і подія відбулася за розкладом. За оцінками, коронація коштувала казні 1,57 мільйона фунтів стерлінгів (приблизно 41,710,000 фунтів стерлінгів у цінах 2019 року), що включало виготовлення трибун уздовж маршруту процесії для розміщення 96 000 людей, встановлення туалетів, опорядження вулиць, оренду автомобілів, ремонт державної карети та оновлення коронних коштовностей.

## Церемонія коронації
Церемонія коронації Єлизавети Другої копіювала модель, подібну до попередніх коронацій королів і королев Великої Британії, які проводилися у Вестмінстерському абатстві, за участю британських дворян та духовенства. Однак для нової королеви деякі складові церемонії були змінені.

### Телебачення
Коронація Єлизавети також стала першою великою світовою подією, яку транслювали на міжнародному телебаченні. Двадцять сім мільйонів людей по всій Британії дивилися подію в прямому ефірі на телебаченні BBC, багато хто придбав або орендував телевізори спеціально для перегляду коронації. Кількість власників ліцензій подвоїлася з приблизно півтора мільйонів до трьох мільйонів. Коронація була першою подією, яку повністю транслювали по телебаченню; Камери Бі-Бі-Сі не були допущені до Вестмінстерського абатства на коронацію батьків королеви Єлизавети II у 1937 році і висвітлювали лише процесію зовні. Серед членів Кабінету міністрів Великої Британії були значні дебати через позицію прем'єр-міністра Великої Британії Вінстона Черчилля не проводити телетрансляцію. Однак сама Єлизавета відмовилася від цієї поради і наполягала на тому, щоб коронацію висвітлювало телебачення, а також тих, хто знімає з використанням можливостей стереозображення. Подію також знімали в кольорі, окремо від чорно-білої телевізійної трансляції BBC, де в середньому 17 людей дивилися кожен маленький телевізор.
У Європі, завдяки новим ретрансляційним лініям, це була перша пряма телетрансляція події, що відбувалася у Великій Британії. Коронація транслювалася у Франції, Бельгії, Західній Німеччині, Данії та Нідерландах, ознаменувавши народження мережі Євробачення.
Щоб переконатися, що канадці могли побачити це в той самий день, було проведено операцію «Поні-експрес», під час якої ВПС Канберри перевезли фільм BBC із записами церемонії через Атлантичний океан для трансляції Канадською телерадіомовною корпорацією Сі-Бі-Сі (CBC), перші безпосадочні рейси між Великою Британією материковою частиною Канади. У містечку Гус-Бей, провінції Лабрадор, перша партія плівки була передана реактивним винищувачем CF-100 Королівських ВПС Канади для подальшої подорожі до Монреаля. Загалом під час коронації було здійснено три таких перельоти. Наступного дня фільм було відправлено на захід до Ванкувера, де дочірня компанія CBC Television ще не підписала контракт. Королівська канадська кінна поліція супроводжувала фільм до прикордонного переходу Арка Миру, після чого його супроводжував патруль штату Вашингтон до Беллінгема, де він демонструвався як перша трансляція KVOS-TV, нової станції, сигнал якої досягав Нижнього материка Британської Колумбії, дозволяючи тамтешнім глядачам також побачити коронацію, хоча й із затримкою на один день.
Американські телеканали NBC і CBS домовилися про те, щоб естафетно повертати фільми до Сполучених Штатів Америки для трансляції того ж дня; але використовували повільніші гвинтові літаки. NBC спочатку планувала транслювати подію в прямому ефірі через skywave безпосередньо з BBC. Однак станція не змогла встановити відеозв'язок високої якості в день коронації через погані атмосферні умови. Мережа ABC, що переживала труднощі, домовилася про повторну трансляцію трансляції CBC, взявши ефірний сигнал із станції CBC у Торонто та живлячи мережу від WBEN-TV, єдиної телевізійної станції Баффало на той час; в результаті ABC випередила дві інші мережі, випустивши в ефір більше ніж на 90 хвилин і за значно нижчу ціну.  Однак канадська трансляція була першою в Північній Америці, глядачі зі східної Канади дивилися церемонію на півгодини раніше, ніж американці.
Фільм також було відправлено до Австралії, хоча там ще не було постійного телевізійного сервісу. Його транспортували на борту авіалайнера Qantas, який прибув до Сіднея за рекордно швидкий час — 53 години 28 хвилин. Світову телевізійну аудиторію коронації оцінюють у 277 мільйонів. Крім того, 11 мільйонів у Великій Британії слухали трансляцію по радіо.

### Процесія
Вздовж маршруту розташувалися моряки, солдати, авіатори та жінки з усієї Британської імперії та Великої Британії , гості та офіційні особи пройшли процесією перед приблизно трьома мільйонами глядачів, які зібралися на вулицях Лондона. Деякі з них займали місця ще з ночі, щоб обрати краще місця для споглядання нової королеви, ще значна частина мали доступ до спеціально побудованих трибун і будівельних лісів уздовж маршруту. Для тих, хто не був присутній, понад 200 мікрофонів було розміщено вздовж доріжки та у Вестмінстерському абатстві, а 750 коментаторів вели трансляції 39 мовами.
Процесія включала іноземних членів королівської сім'ї та глав держав, які їхали до Вестмінстерського абатства в різних екіпажах. Учасників було настільки багато, що добровольці, починаючи від багатих бізнесменів і закінчуючи селянами, виконували роль звичайних лакеїв. Перша королівська карета виїхала з Букінгемського палацу та рушила униз по вулиці Мелл в лондонському районі Вестмінстер, яка була заповнена глядачами, що розмахував прапорами та радісними вигуками супроводжували процесію. За нею їхала Ірландська державна карета із королевою-консорт Єлизаветою, королевою-матір'ю, яка одягнула корону з діамантом кохінур. Королева Єлизавета ІІ проїхала через Лондон від Букінгемського палацу, через Трафальгарську площу до абатства у Золотій кареті, запряженій вісьмома сірими меринами. У кареті під сидіннями знаходилася грілка, щоб зігріти королеву та герцога Единбурзького. До сукні королеви був прикріплений довгий (5,5 метрів) шовковий оксамитовий плащ-мантія ручної роботи, прикрашений канадським горностаєм, який несли її фрейліни — леді Джейн Вейн-Темпест-Стюарт, леді Енн Коук, леді Мойра Гамільтон, леді Мері Бейлі-Гамільтон, леді Джейн Гіткот-Драммонд -Віллоубі, леді Розмарі Спенсер-Черчилль та герцогиня Девонширська.
Процесія у зворотному боці йшла маршрутом довжиною 7,2 км, проходячи по вулиці Вайтголл через Трафальгарську площу, вздовж Пелл-Мол та Пікаділлі до Гайд-Парк Корнера, поряд з Мармуровою Аркою та Оксфордським цирком, вниз по Риджент-стріт та Геймаркет і, нарешті, вздовж торгового центру до Букінгемського палацу. 29 000 військовослужбовців з Британії та країн Співдружності йшли процесією довжиною 3,2 км, зупиняючись кожні 45 хвилин. Ще 15 800 військовослужбовців вишикувались вздовж маршруту. Парад очолив полковник Берроуз зі штабу воєнного офісу разом із чотирма полковими оркестрами. Потім йшли колоніальні контингенти, далі — війська з територій Співдружності, за ними Королівські повітряні сили, Британська армія, Королівський флот і, нарешті, Домашня дивізія, що є частиною Лондонського округу британської армії. За маршируючими військами рухалася процесія в каретах на чолі з правителями британських протекторатів, включаючи королеву Тонга Салоте Тупоу III, прем'єр-міністрів Співдружності, принців і принцес королівської крові та королеву Єлизавету, королеву-матір. Попереду командуючі британських збройних сил на конях, супроводжували карету Gold State Coach, а за нею йшли ад'ютанти королеви. Потрібно було так багато карет, що деякі довелося позичити у британських кіностудій і телевізійних студій Elstree Studios.
Після завершення процесії королівська сім'я вийшла на балкон Букінгемського палацу, щоб поспостерігати за аеродромом. Проліт було змінено того дня через погану погоду, утім 168 реактивних винищувачів пролетіли над головою у трьох групах з інтервалом у тридцять секунд на висоті 1500 футів.

### Гості
Вестмінстерське абатство було закрито з моменту вступу королеви на престол для підготовки до коронації о 6-й ранку в День коронації для приблизно 8000 гостей, запрошених з усіх країн Співдуржності націй; більш видатні особи, такі як члени родини королеви та іноземні королівські особи, пери Сполученого Королівства, глави держав, члени парламенту від різних законодавчих зборів королеви та інші учасники прибув після 8:30 ранку..Салоте Тапоу III з Тонга була почесним гостем і демонструвала гарний настрій під час поїздки у відкритому екіпажі через Лондон під дощем. Генерал Джордж Маршалл, колишній держсекретар Сполучених Штатів Америки який реалізував план Маршалла, був призначений головою американської делегації на коронації та взяв участь у церемонії разом зі своєю дружиною Кетрін.
Серед інших високопоставлених осіб, які відвідали захід, були сер Вінстон Черчилль, прем'єр-міністри Індії та Пакистану Джавахарлал Неру та Мохаммад Алі Богра, а також полковник Анастасіо Сомоза Дебайле з Нікарагуа. 129 націй і територій були представлені своїми високопоставленими особами на богослужінні. Іноземні представники та представники Співдружності націй також були запрошені на два банкети, організовані королевою в Букінгемському палаці.
Пізніше королева розповіла, що деякі колеги ховали бутерброди під своїми коронами, щоб під'їдати протягом тригодинної церемонії. Гості, які сиділи на табуретах, мали змогу придбати їх після церемонії, а прибуток пішов на оплату церемонії коронації.

### Церемонія
Перед королевою у Вестмінстерському абатстві знаходилися корона Святого Едуарда, яку вніс до абатства верховний стюард Англії, лорд Ендрю Каннінгем із Хайндгоупа, якого оточували двоє інших перів, а архієпископи та помічники єпископів (Дарем, Бат та Веллс) англіканська церква в своїх плувіалах та митрах чекала біля Великих західних дверей на приїзд королеви Єлизавету. Коли вона прибула близько 11 години ранку, вона виявила, що тертя між її мантією та килимом заважало їй спокійно рухатися вперед, і вона сказала архієпископу Кентерберійському Джеффрі Фішеру: «Ведіть мене!» Під час проходження процесія, до складу якої входили різні верховні комісари Співдружності націй з прапорами з гербами своїх країн, рушила всередину абатства, центральним проходом. Коли Єлизавета молилася, а потім сіла на Кафедру на південь від вівтаря, єпископи внесли релігійні атрибути — Біблію, патену та потир — а пери, що тримали коронаційні регалії, передали їх архієпископу Кентерберійському, який, у свою чергу, передав їх декану Вестмінстера Алану Кемпбеллу Дону для розміщення на вівтарі.
Коли вона піднялася до коронаційного крісла Едуарда, Єлизавета обернулася слідуючи за Фішером разом із лордом-канцлером Великої Британії (лордом Сімондсом), лордом великим камергером Англії (лордом Чолмонделеєм), лордом-верховним констеблем Англії (лордом Аланом Френсісом Бруком) та граф-маршалом Сполученого Королівства (герцогом Норфолкським). Архієпископ Кентерберійський запитав присутніх у кожному напрямку компаса окремо: «Панове, я представляю вам королеву Єлизавету, вашу безсумнівну королеву: тому всі ви, хто прийшов сьогодні, щоб віддати шану та службу, чи готові ви зробити так само?» Натовп відповідав: «Боже, бережи королеву Єлизавету!» кожного разу, перед кожним із яких королева робила реверанс у відповідь.
Знову сівши на кафедру, Єлизавета принесла коронаційну присягу, якою керував архієпископ Кентерберійський. У своїй довгій присязі вона поклялася керувати кожною зі своїх країн відповідно до їхніх відповідних законів і звичаїв, здійснювати закон і справедливість з милосердям, підтримувати протестантизм у Сполученому Королівстві та захищати Церкву Англії й оберігати її єпископів та духовенство. Вона підійшла до вівтаря, де сказала: «Те, що я тут пообіцяла, я виконаю й дотримаю. Так допоможи мені Боже», а потім поцілувала Біблію та поставила королівський знак-інструкцію до присяги, повернувши Біблію декану Вестмінстера. У нього модератор Генеральної Асамблеї Церкви Шотландії Джеймс Пітт-Ватсон взяв Біблію і знову подарував її Єлизаветі, сказавши:
Наша милостива Королево: щоб Ваша Величність завжди пам’ятала закон і Євангеліє Боже як Правило для всього життя та правління християнських князів, ми даруємо вам цю Книгу, найцінніше, що дає цей світ. Ось Мудрість; Це королівський закон; Це жваві оракули Бога.
Елізабет повернула книгу Пітт-Ватсону, який повернув її декану Вестмінстера.
Потім була проведена служба причастя, яка включала молитви як духовенства, так і Єлизавети, а Фішер запитав: «О Боже... Даруй цій Твоїй слузі Єлизаветі, нашій Королеві, духа мудрості й правління, щоб, будучи відданою Тобі всім своїм серцем, вона могла так мудро керувати, щоб у свій час Твоя Церква була в безпеці, а християнська відданість могла тривати вічно», перед читанням різних уривків з Першого послання Петра, Псалмів і Євангелія від Матвія. Потім Єлизавету помазали, під спів хору; лорд Анкастер і Володарка мантій, герцогиня Девонширська, зняли ювелірні прикраси королеви та малиновий плащ, і, одягнувши лише просте біле лляне плаття, розроблене Хартнеллом, щоб повністю прикрити коронаційну сукню, вона перейшла та сіла у кріслі короля Едуарда. Там Фішер, за сприяння декана Вестмінстера, зробив хрестне знаміння на її чолі, руках і грудях єлеєм, виготовленою з тієї ж основи, що використовувалася під час коронації її батька. На її прохання церемонію миропомазання не транслювали по телебаченню.
З вівтаря декан передав лорду-камергеру шпори, які були подаровані Єлизаветі, а потім покладені назад на вівтар. Потім Державний Меч був переданий Єлизаветі, яка після молитви, промовленої Фішером, сама поклала його на вівтар, а пер, який раніше тримав його, знову забрав його, заплативши суму в 100 шилінгів. Тоді Єлизавета отримала Armills (браслети), Палантин Royal, Robe Royal та Державу, а потім Суверенний Перстень, Суверенний Скіпетр із Хрестом та Суверенний Скіпетр з Голубом. З першими двома предметами в правій руці та останнім у лівій, королева Єлизавета II була коронована архієпископом Кентерберійським, а натовп скандував «Боже, бережи королеву!» тричі в той самий момент, коли корона святого Едуарда торкнулася голови монарха. Потім зібрані принци та пери одягли свої корони, а з Лондонського Тауера пролунав салют із 21 гармати.
З прочитаним благословенням Єлизавета зійшла на трон, і архієпископ Кентерберійський та всі єпископи склали їй свою вірність, після чого під час співу хору пери Сполученого Королівства — на чолі з королівськими перами: чоловік Єлизавети; її дядько принц Генрі, герцог Глостерський; та її двоюрідний брат принц Едвард, герцог Кентський — кожен у порядку черговості висловив свою особисту шану та відданість. Після королівських перів 5 найстарших перів, по одному для кожного рангу, запропонували свою вірність як представники перства Сполученого Королівства: Норфолк для герцогів, Хантлі для маркізів, Шрусбері для графів, Арбутнотт для віконтів і Моубрей для баронів.
Коли останній барон виконав це завдання, збори вигукнули: «Боже, бережи королеву Єлизавету. Хай живе королева Єлизавета. Нехай королева живе вічно!» Знявши всі свої королівські регалії, Єлизавета стала на коліна і причастилася, включаючи загальну сповідь та відпущення гріхів, і разом з громадою прочитала молитву Господню.
Тепер, одягнена в Імперську державну корону та тримаючи скіпетр із хрестом і Державою, і коли всі присутні гості співали «Боже, бережи королеву», Єлизавета вийшла з Вестмінстерського абатства через неф та апсиду до Великих західних дверей.

### Музика
Хоча багато хто припускав, що магістр королівської музики, сер Арнольд Бакс, буде музичним директором для коронації, замість нього було вирішено призначити органіста та майстра хористів абатства Вільяма Маккі, який був головним музичним розпорядником на королівському весіллі в 1947 році. Маккай скликав дорадчий комітет із сером Арнольдом Баксом і сером Ернестом Буллоком, які поставили музику для попередньої коронації.
Коли дійшло до вибору музики, традиція вимагала, щоб серед гімнів були включені « Священик Садок» Генделя та «Я був радий» Паррі. Серед інших хорових творів були анонімний гімн XVI століття «Завжди радійте в Господі» та композиція Семюеля Себастьяна Веслі Thou will keep him in perfect peace. Інша традиція полягала в тому, що нові твори замовляли провідним композиторам того часу: Ральф Воан Вільямс створив новий мотет O Taste and See, Вільям Волтон створив оранжування Тебе, Бога, хвалимо, а канадський композитор Гілі Віллан написав гімн O Lord our Governor. Було заплановано чотири нові оркестрові п'єси; Артур Блісс написав «Процесію»; Волтон, Сфера і Скіпетр; а Арнольд Бакс, Коронаційний марш. Бенджамін Бріттен погодився написати твір, але він підхопив грип, а потім мав справу з повінню в Олдебурзі, тому свою обіцянку не виконав. Урочистий марш Едварда Елгара «Помпа та обставини» пролунав безпосередньо перед маршем Бакса наприкінці церемонії. Нововведенням, за пропозицією Вогана Вільямса, було включення гімну, у виконанні якого могла брати участь громада. Це виявилося суперечливим і не було включено до програми, доки не проконсультувалися з Елізабет яка підтримала цю ідею; Воган Вільямс написав складне аранжування традиційного метричного псалма, <i id="mwAhE">Old Hundredth</i>, який включав фанфари військових труб і співався перед причастям. Гордон Джейкоб написав хорове аранжування Боже, бережи королеву, також із фанфарами труб.
До складу коронаційного хору увійшли хори Вестмінстерського абатства, собору Святого Павла, Королівської капели та капели Святого Георгія у Віндзорі. На додаток до цих відомих хорів, Королівська школа церковної музики провела прослуховування, щоб знайти двадцять хлопчачих дискантів із парафіяльних церковних хорів, які представляли різні регіони Сполученого Королівства. Разом із дванадцятьма дискантами, обраними з різних хорів британських соборів, ці хлопці протягом місяця навчалися в Аддінгтонському палаці. Останній склад хористів складався з 182 дискантів хлопчиків, 37 чоловічих альтів, 62 тенорів та 67 басів. Оркестр із 60 музикантів був зібраний із провідних членів британських симфонічних оркестрів і камерних ансамблів. Кожен із 18 скрипалів на чолі з Полом Бірдом був концертмейстером великого оркестру чи камерної групи. Диригентом коронаційного хору обрали сера Адріана Боулат, який диригував оркестром на попередній коронації.

## Святкування, пам'ятники та ЗМІ

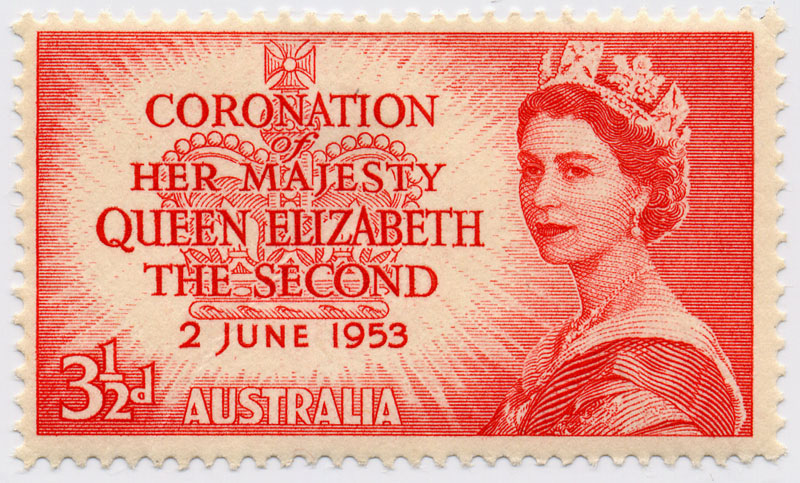
Австралійська марка, випущена на честь коронації королеви Єлизавети II

Увечері 2 червня королева провела прямий радіоефір, щоб подякувати публіці. По всьому королівству, решті країн Співдружності націй та в інших частинах світу відбулися святкування коронації. Британський уряд оголосив додаткові вихідні дні, які припали на 3 червня, і переніс останні вихідні у травні на 2 червня, щоб подовжити час святкування.
Коронаційна медаль королеви Єлизавети II також була вручена тисячам учасникам коронації у країнах Співдружності націй, а в Канаді, Новій Зеландії, Південній Африці та Великій Британії були випущені пам'ятні монети. Уряд Канади замовив три мільйони бронзових коронаційних медальйонів, відкарбував їх Королівський монетний двір Канади та роздав школярам по всій країні; на лицьовій стороні була зображена статуя Єлизавети, а на реверсі — королівська монограма над словом КАНАДА, усе навколо якого було написано ELIZABETH II REGINA CORONATA MCMLIII.
Як і на коронації Георгія VI, жолуді, зібрані з дубів у Віндзорському Великому парку, поблизу Віндзорського замку, розвозили по всій Співдружності націй та висаджували в парках, на шкільних територіях, кладовищах і в приватних садах, щоб виростити так званими Королівськими Дубами або Коронаційними Дубами.

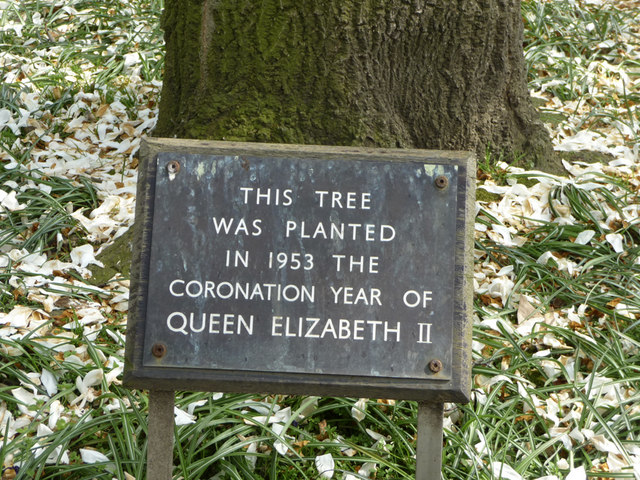
Меморіальна дошка, що позначає дерево, посаджене у Сполученому Королівстві на честь коронації королеви Єлизавети II

У Лондоні королева влаштувала коронаційний ланч, для якого був винайдений рецепт коронаційного курча, а на набережній Вікторії було влаштовано святковий феєрверк. Крім того, по всьому Сполученому Королівству влаштовували вуличні вечірки. Футбольний турнір «Кубок Коронації» відбувся в Гемпден-Парку в Глазго в травні 1953 року, і за два тижні до коронації дитячий літературний журнал Collins Magazine перейменувався на The Young Elizabeth. Звістка про те, що Едмунд Гілларі та Тенцинг Норгей досягнувши вершини гори Еверест, повернулися до Великої Британії в день коронації Єлизавети; новозеландські, американські та британські ЗМІ охрестили його «коронаційним подарунком для нової королеви». Наступного місяця на річці Темза відбувся конкурс на честь коронації королеви.

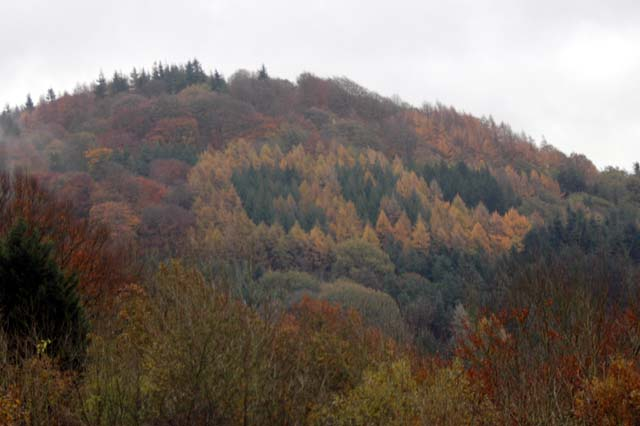
Насадження дерев поблизу Монмута в південному Уельсі, висаджених у формі літер ER (Елізабет Регіна) на честь коронації королеви Єлизавети II.

У Канаді влаштовували скачки, паради та феєрверки. Генерал-губернатор країни Вінсент Мессей оголосив цей день національним святом і очолив урочистості на Парламентському пагорбі в Оттаві, де транслювалася коронаційна промова королеви, а її особистий королівський штандарт піднявся з Вежі Миру. Пізніше відбувся публічний концерт на Парламентському пагорбі, а генерал-губернатор влаштував бал у Рідо-Голлі. У Ньюфаундленді дітям було роздано 90 000 коробок цукерок, деякі з них були доставлені вантажами Королівських ВПС Канади, а в Квебеку 400 000 людей зібралися в Монреалі, в тому числі близько 100 000 лише в парку Жанни-Манс. Мультикультурне шоу було влаштовано на Канадській національній виставці у Торонто, святкові танці та виставки відбулися в прерійних провінціях, а у Ванкувері китайська громада виконала публічний танець лева.
На Корейському півострові канадські солдати, які брали участь у Корейській війні, відзначили цей день, стріляючи у ворога червоними, білими та синіми димовими снарядами та випиваючи пайки рому.
Документальний фільм про коронацію «Королеву коронують» з розповіддю Лоуренса Олів'є був одним із найпопулярніших фільмів у британських кінотеатрах того року. Він був номінований на премію «Оскар» за найкращий повнометражний документальний фільм і став першим переможцем премії «Золотий глобус» за найкращий документальний фільм.

## Пізніші події

### Коронаційний огляд флоту

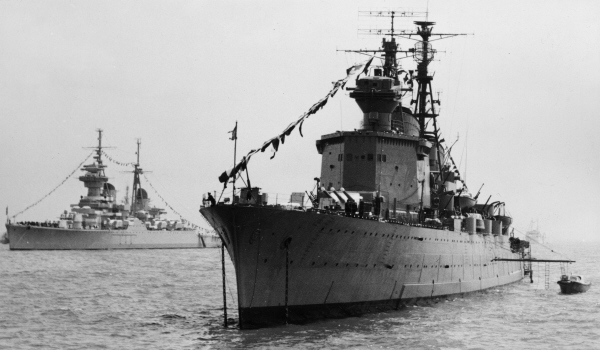
Військові кораблі Швеції (праворуч) та Радянського Союзу (ліворуч) на огляді флоту

15 червня 1953 року королева відвідала огляд флоту в Спітгеді біля узбережжя в Портсмуті. Під командуванням адмірала сера Джорджа Крізі перебували 197 військових кораблів Королівського флоту, 13 військових кораблів Співдружності націй та 16 іноземних флотів, а також репрезентативні кораблі Британського торговельного флоту та рибальського флоту. Було більше присутніх кораблів Британії та Співдружності, ніж на коронаційному огляді 1937 року, хоча третина з них були фрегатами або меншими суднами. Основні підрозділи Королівського флоту включали останній британський лінкор HMS Авангард, а також чотири флотські і три легких авіаносці. Королівський флот Австралії та Королівський флот Канади також включили до своїх контингентів легкий авіаносець HMAS Сідней і HMCS Чудовий.
На королівській яхті королева Єлизавета II з королівською сім'єю почали переглядати лінії кораблів, що стоять на якорі, о 3:30 вечора, остаточно повернувшись о 5:10 вечора Після цього відбувся обліт літаків Fleet Air Arm. Брало участь 40 військово-морських авіаескадрилій з 327 літаками, які літали з чотирьох морських авіаційних станцій; групу очолював контр-адмірал Волтер Кучмен, який керував De Havilland DH.100 Vampire. Після того, як королева перейшла до Vanguard на вечерю, день завершився ілюмінацією флоту та феєрверком.

### Святкування у Шотландії

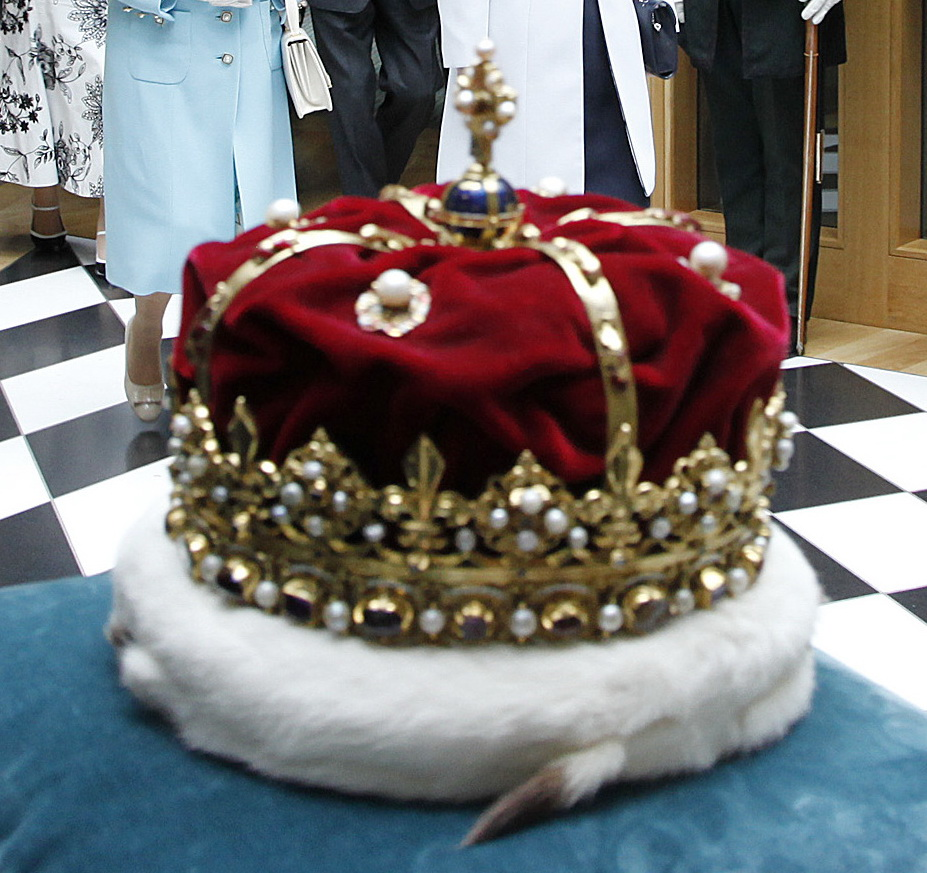
Корона Шотландії

Під час тижневого візиту до Шотландії 24 червня 1953 року королева відвідала національну службу подяки в соборі Святого Джайлза в Единбурзі, під час якої їй урочисто вручили відзнаки Шотландії, коштовності шотландської корони. Після процесії в каретах містом у супроводі Королівської роти лучників на службі, яку очолив Модератор Генеральної Асамблеї Церкви Шотландії Джеймс Пітт-Ватсон, взяли участь 1700 прихожан із Шотландії та всього світу. Кульмінацією заходу стало вручення Почестей, які королева отримала від декана Тісл Чарльза Варра, а потім передала Корону Шотландії герцогу Дугласу Гамільтону, Державний меч графу Александру Г'юму, а скіпетр графу Кроуфорду і Балькарресу. Ця церемонія була проведена вперше з 1822 року під час візиту короля Георга IV.
Королева була одягнена в «звичайний одяг» разом із сумочкою, а не в парадні мантії, що шотландська преса сприйняла як приниження гідності Шотландії. Рішення не одягатися офіційно було прийнято особистим секретарем суверена, сером Аланом Ласселсом, і сером Остіном Страттом, старшим державним службовцем Міністерства внутрішніх справ, щоб уникнути тлумачення служби як коронації (Королівство Шотландія припинило існування після Акту про унію 1707 року). На офіційній картині церемонії Стенлі Керзітером образлива сумочка була тактовно опущена.

### Коронаційний огляд РАФ
15 липня 1953 року королева відвідала огляд Королівських військово-повітряних сил у RAF Odiham у Гемпширі. Першою частиною огляду був марш контингентів, які представляли різні команди Королівських ВПС, на чолі з бомбардувальним командуванням Повітряних сил Великої Британії. За цим послідували чотири de Havilland Venom з Центрального бойового істеблішменту, які намалювали у небі Королівську монограму. Після обіду королева у відкритій машині оглянула ряди близько 300 літаків, які були розміщені на статичній виставці. Потім вона облетіла 640 літаків Великої Британії та країн Співдружності націй, з яких 440 були реактивними. Проліт очолював гелікоптер Bristol Sycamore, який буксирував великий прапор Королівських ВПС, а останнім літаком був прототип Supermarine Swift, яким керував льотчик-випробувач Майк Літгоу. Нарешті, скайрайтинг Веномс димом виклав слово «віват», яке можна читати з землі.